# Cladiella latissima
Cladiella latissima är en korallart som först beskrevs av Tixier-Durivault 1944.  Cladiella latissima ingår i släktet Cladiella och familjen läderkoraller. Inga underarter finns listade i Catalogue of Life.